# Tharpyna decorata
Tharpyna decorata är en spindelart som beskrevs av Karsch 1878. Tharpyna decorata ingår i släktet Tharpyna och familjen krabbspindlar.
Artens utbredningsområde är New South Wales. Inga underarter finns listade i Catalogue of Life.